# Аве-Лі Лаас
Аве-Лі Лаас ((ест. Ave-Lii Laas; нар. 12 лютого 1999, Пилва, Естонія) — естонська футболістка, воротар клубу «Лутос» (Пилва) та жіночу збірну Естонії.

## Клубна кар'єра
Народилася в Пилві. Футболом розпочала займатися 2009 року в юнацькій команді «Лутос» (Пилва). У 2012, 2014 та 2015 році вигравала юнацький чемпіонат Естонії в рівзних вікових категоріях.
У 2015 році переведена до першої команди «Лутоса», який виступав у другому дивізіоні чемпіонату Естонії. Допомогла команді фінішувати на третьому місці в національній першості. Наступного року «Лутос» фінішував на другому місці та вийшов до Мейстерліги, вищого дивізіону чемпіонату Естонії.